# Cécile Camp
 (février 2017).
Si vous disposez d'ouvrages ou d'articles de référence ou si vous connaissez des sites web de qualité traitant du thème abordé ici, merci de compléter l'article en donnant les références utiles à sa vérifiabilité et en les liant à la section « Notes et références ».
Cécile Camp est une actrice française jouant autant au théâtre, au cinéma qu'à la télévision.

## Biographie
Cécile Camp a été formée à la Rue Blanche (École nationale supérieure des arts et techniques du théâtre (ENSATT).
Elle a notamment travaillé au cinéma avec Jean-Luc Godard dans Éloge de l'amour, au théâtre avec Olivier Py, Alain Ollivier, Marc Paquien, Jacques Vincey...

## Théâtre
- Nouvelles bien tempérées, Yourcenar et Poe, Mise en scène Didier Weill et Cécile Camp, Théâtre de Sens
- Le chevalier et la dame, Goldoni, Mise en scène Jean-Luc Revol, La Maison-Nevers puis tournée
- Rosa Bonheur un messie sauvage, de Thierry Atlan, Mise en scène Thierry Atlan, tournée
- Pour le meilleur et pour le dire, de David Basant et Mélanie Reumaux, Mise en scène David Basant, Manufacture des Abbesses
- Les Précieuses ridicules de Molière, Mise en scène et adaptation Camille Germser, Scène Nationale de Mâcon
- Le Bourgeon de Georges Feydeau, Mise en scène Nathalie Grauwin, tournée
- Le Kabaret Kuntz  "Je vais te raconter une histoire pendant que tu t'étouffes" de Laureline Kuntz, Mise en scène Arnaud Décarsin
- Broadway Melody (spectacle musical) Mise en scène Jean Lacornerie, Théâtre de la Croix-Rousse
- Applause (spectacle musical) Mise en scène Jean Lacornerie, Théâtre La Renaissance
- La reine des neiges, Andersen, Mise en scène Jean Lacornerie, Théâtre la Renaissance puis tournée
- La nuit des rois de Shakespeare, Mise en scène Jacques Vincey, Théâtre de Carouge/Genève puis tournée France et Suisse
- Stuff happens de David Hare, Mise en scène William Nadylam et Bruno Freyssinet, Nanterre-Amandiers, TNP Villeurbanne
- Lady in the dark de Kurt Weill et Moss Hart, Mise en scène Jean Lacornerie, Théâtre la Renaissance/Opéra de Lyon puis tournée
- Mademoiselle Julie de Strindberg, Mise en scène Jacques Vincey, Théâtre Vidy Lausanne puis tournée
- Le Misanthrope de Molière, Mise en scène Benoît Lambert, tournée
- Le Baladin du monde occidental de Synge, Mise en scène Marc Paquien, Théâtre de Chaillot, Théâtre Vidy Lausanne puis tournée
- Face au mur de Martin Crimp, Mise en scène Marc Paquien, Théâtre de Chaillot
- L'intervention de Victor Hugo, Mise en scène Marc Paquien, Festival de Fourvière, Théâtre de Sartrouville puis tournée
- Le véritable ami de Goldoni, Mise en scène Fabrice Cals, Théâtre du Lucernaire Paris
- Ange Noir de Nelson Rodriguez, Mise en scène Alain Ollivier, MC93 Bobigny, puis tournée
- L'histoire du roi de sing-sing qui chantait si faux que sa moitié le quitta, spectacle musical de Gaël Lescot
- Amphytrion de Molière, Mise en scène Geneviève Rosset, Théâtre de Chatillon puis tournée
- La journée des beaux mariages de et par Gaël Lescot
- La jeune fille le diable et le moulin de et par Olivier Py, (Création)Théâtre de Sartrouville puis tournée
- Un nouveau monde de et par Jean Dalvel, Théâtre de Chelles
- Amours en pièces de Djuna Barnes, Mise en scène Alain Bonneval, Festival de Pelussin, Théâtre du Guichet Montparnasse
- Scènes de la grande pauvreté de Sylvie Péju, Mise en scène Marcel Bozonnet, Festival Medeçins du monde/Nantes, Théâtre de Gennevilliers

à l'ENSATT:
- Madame de Sade de Mishima, Mise en scène Geneviève Rosset
- L'extincteur est en haut à droite, Mise en scène Philippe Rondest
- Kleist théâtre de guerre, Mise en scène Jacques Kraemer
- Les larmes amères de Petra von Kant de Fassbinder, Mise en scène Marcel Bozonnet

### Mise en scène
- Nouvelles bien tempérées, Yourcenar et Poe, Mise en scène Didier Weill et Cécile Camp, Théâtre de Sens

- Toxique de Françoise Sagan, par Christine Culerier, Festival Off Avignon 2021, 2022, puis Paris

- Laureline Kuntz et le questionnaire fou, La Nouvelle Seine, Lauréat du fonds SACD humour/one man show 2016

## Filmographie

### Télévision
,
- 2018 : Meurtres à Colmar, Klaus Biedermann, Hélène Schaeffer
- 2018 : Profilage, saison 9 épisode 3, Les maillons de la chaîne, Vincent Jamain, Rose Lemmonier
- 2016 : Noir Enigma, Manuel Boursinhac, Professeur Midant
- 2014 : Vaugand, épisode 3, Irresponsable, Manuel Boursinhac, la juge d'instruction
- 2012 : Boulevard du palais, Trepalium, Jean-Marc Vervoort, Caroline Duplessis
- 2010 : Engrenages (série télévisée) saison 3, Manuel Boursinhac, La légiste
- 2009 : Les Livres qui tuent, Denys Granier-Deferre, Jeanne Loviton
- 2008 : Commissaire Valence, Nicolas Herdt, Alice
- 2008 : RIS police scientifique, La piste aux étoiles, Christophe Douchand, Caroline Danton
- 2007 : Sur le fil, Frédéric Berthe, la Présidente du tribunal
- 2007 : Avocats et Associés, Déni, Patrice Martineau, l'avocate générale
- 2006:  Fort comme un homme, Stéphane Giusti, Blanche
- 2003: Boulevard du palais, Trahisons, Benoit d'Aubert, Armelle Robert
- 2001 : Police District, Jean Teddy Fillipe
- 2001 :Rastignac ou les Ambitieux, Alain Tasma, la juge
- 1999: Affaires familiales, Alain Sachs
- 1997 : PJ, Gérard Vergez
- 1996 : L'Allée du Roi, Nina Companéez,
- 1996 : Justice, Gérard Max
- 1995 : Julie Lescaut, La fiancée assassinée, Élisabeth Rappeneau, Christine
- 1993 : Dose Mortelle, Joyce Bunuel
- 1991 : Navarro, Crime de sang, Nicolas Ribowski
- 1991 : Cas de divorce, Rôle : Michèle André

### Cinéma[3],[4]
- 2008 : Made in Italy, Stéphane Giusti, la femme du critique
- 2001 : Éloge de l'amour, Jean-Luc Godard, Elle /Berthe, Sélection Festival de Cannes 2001
- 1998 : Place Vendôme, Nicole Garcia, l'épouse de Jean-Pierre
- 1997 : Alliance cherche doigt, Jean-Pierre Mocky, la cliente à la dent en or
- 1992 : Cent rancunes, Caroline Roboh,
- 1992 : Le Tronc, Karl Zéro et Bernard Faroux, la tête coupée
- 1991 : Lola Zipper, Ilan Duran Cohen, l'hôtesse
- 1990 : Cyrano de Bergerac, Jean-Paul Rappeneau, Grémione